# Singapore Cup 2023
Der Singapore Cup 2023 war die 24. Austragung des Fußball-Pokalwettbewerbs für singapurische Vereinsmannschaften. In dieser Saison nahmen insgesamt neun Mannschaften teil. Titelverteidiger war Hougang United.

## Teilnehmer
| Gruppe A                                                                                              | Gruppe B                                                                       |
| - Albirex Niigata (Singapur) - Brunei DPMM FC - Geylang International - Tampines Rovers - Young Lions | - Balestier Khalsa - Hougang United - Lion City Sailors - Tanjong Pagar United |

## Gruppenphase

### Gruppe A

#### Tabelle
| Pl. | Verein                     | Sp. | S | U | N | Tore    | Diff. | Punkte |
| --- | -------------------------- | --- | - | - | - | ------- | ----- | ------ |
| 1.  | Brunei DPMM FC             | 4   | 3 | 1 | 0 | 007:200 | +5    | 10     |
| 2.  | Tampines Rovers            | 4   | 2 | 1 | 1 | 009:300 | +6    | 07     |
| 3.  | Albirex Niigata (Singapur) | 4   | 1 | 2 | 1 | 005:400 | +1    | 05     |
| 4.  | Geylang International      | 4   | 1 | 0 | 3 | 006:120 | −6    | 03     |
| 5.  | Young Lions                | 4   | 1 | 0 | 3 | 004:100 | −6    | 03     |

#### Spiele
| Datum              |                            | Ergebnis |                            |
| ------------------ | -------------------------- | -------- | -------------------------- |
| 24. September 2023 | Brunei DPMM FC             | 1:1      | Albirex Niigata (Singapur) |
| 24. September 2023 | Tampines Rovers            | 5:0      | Young Lions                |
| 29. September 2023 | Albirex Niigata (Singapur) | 1:2      | Geylang International      |
| 29. September 2023 | Brunei DPMM FC             | 1:0      | Tampines Rovers            |
| 22. Oktober 2023   | Albirex Niigata (Singapur) | 2:0      | Young Lions                |
| 22. Oktober 2023   | Geylang International      | 1:4      | Brunei DPMM FC             |
| 4. November 2023   | Tampines Rovers            | 3:1      | Geylang International      |
| 4. November 2023   | Young Lions                | 0:1      | Brunei DPMM FC             |
| 26. November 2023  | Albirex Niigata (Singapur) | 1:1      | Tampines Rovers            |
| 26. November 2023  | Geylang International      | 2:4      | Young Lions                |

### Gruppe B

#### Tabelle
| Pl. | Verein               | Sp. | S | U | N | Tore    | Diff. | Punkte |
| --- | -------------------- | --- | - | - | - | ------- | ----- | ------ |
| 1.  | Lion City Sailors    | 3   | 2 | 1 | 0 | 012:200 | +10   | 07     |
| 2.  | Hougang United       | 3   | 1 | 1 | 1 | 005:500 | ±0    | 04     |
| 3.  | Balestier Khalsa     | 3   | 1 | 0 | 2 | 009:120 | −3    | 03     |
| 4.  | Tanjong Pagar United | 3   | 1 | 0 | 2 | 005:120 | −7    | 03     |

#### Spiele
| Datum              |                      | Ergebnis |                      |
| ------------------ | -------------------- | -------- | -------------------- |
| 25. September 2023 | Balestier Khalsa     | 0:7      | Lion City Sailors    |
| 25. September 202  | Tanjong Pagar United | 2:1      | Hougang United       |
| 21. Oktober 2023   | Hougang United       | 3:2      | Balestier Khalsa     |
| 21. Oktober 2023   | Lion City Sailors    | 4:1      | Tanjong Pagar United |
| 25. November 2023  | Balestier Khalsa     | 7:2      | Tanjong Pagar United |
| 25. November 2023  | Hougang United       | 1:1      | Lion City Sailors    |

## Halbfinale
| Datum                   |                   | Gesamt |                 | Hinspiel | Rückspiel |
| ----------------------- | ----------------- | ------ | --------------- | -------- | --------- |
| 3. und 6. Dezember 2023 | Brunei DPMM FC    | 0:3    | Hougang United  | 0:1      | 0:2       |
| 3. und 6. Dezember 2023 | Lion City Sailors | 6:3    | Tampines Rovers | 3:3      | 3:0       |

## Spiel um Platz 3
| Datum            |                 | Ergebnis |                |
| ---------------- | --------------- | -------- | -------------- |
| 9. Dezember 2023 | Tampines Rovers | 2:0      | Brunei DPMM FC |

## Finale
| Datum            |                   | Ergebnis |                |
| ---------------- | ----------------- | -------- | -------------- |
| 9. Dezember 2023 | Lion City Sailors | 3:1      | Hougang United |

### Spielstatistik
| Paarung           | Lion City Sailors – Hougang United |
| Ergebnis          | 3:1 (2:0) |
| Datum             | 9. Dezember 2023 |
| Stadion           | Jalan Besar Stadium |
| Schiedsrichter    | Andrea Verolino |
| Tore              | 1:0 Richairo Živković (27., FE), 2:0 Maxime Lestienne (42.), 3:0 Shawal Anuar (81.), 3:1 Kazuma Takayama (90.+1') |
| Lion City Sailors | Izwan Mahbud – Lionel Tan, Hariss Harun , Zulqarnaen Suzliman (88. Hafiz Nor), Christopher van Huizen, Bailey Wright – Anumanthan Kumar (79. Hami Syahin), Diego Lopes (86. Adam Swandi), Maxime Lestienne, Nathan Mao (46. Shawal Anuar) – Richairo Živković (86. Haiqal Pashia) Cheftrainer: Aleksandar Ranković ( Serbien) |
| Hougang United    | Zaiful Nizam – Anders Aplin, Jordan Vestering (69. Amy Recha), Nazrul Nazari , Naoki Kuriyama, Kazuma Takayama, Irwan Shah, Abdil Qaiyyim (90.+3' Idraki Adnan) – Ajay Robson – Shahdan Sulaiman (77. Louka Tan), Đorđe Maksimović Cheftrainer: Marko Kraljević ( Kroatien)                                                   |
| Gelbe Karten      | keine – Jordan Vestering (14.), Đorđe Maksimović (76.), Amy Recha (90.+3') |